# Дев'ятий вал

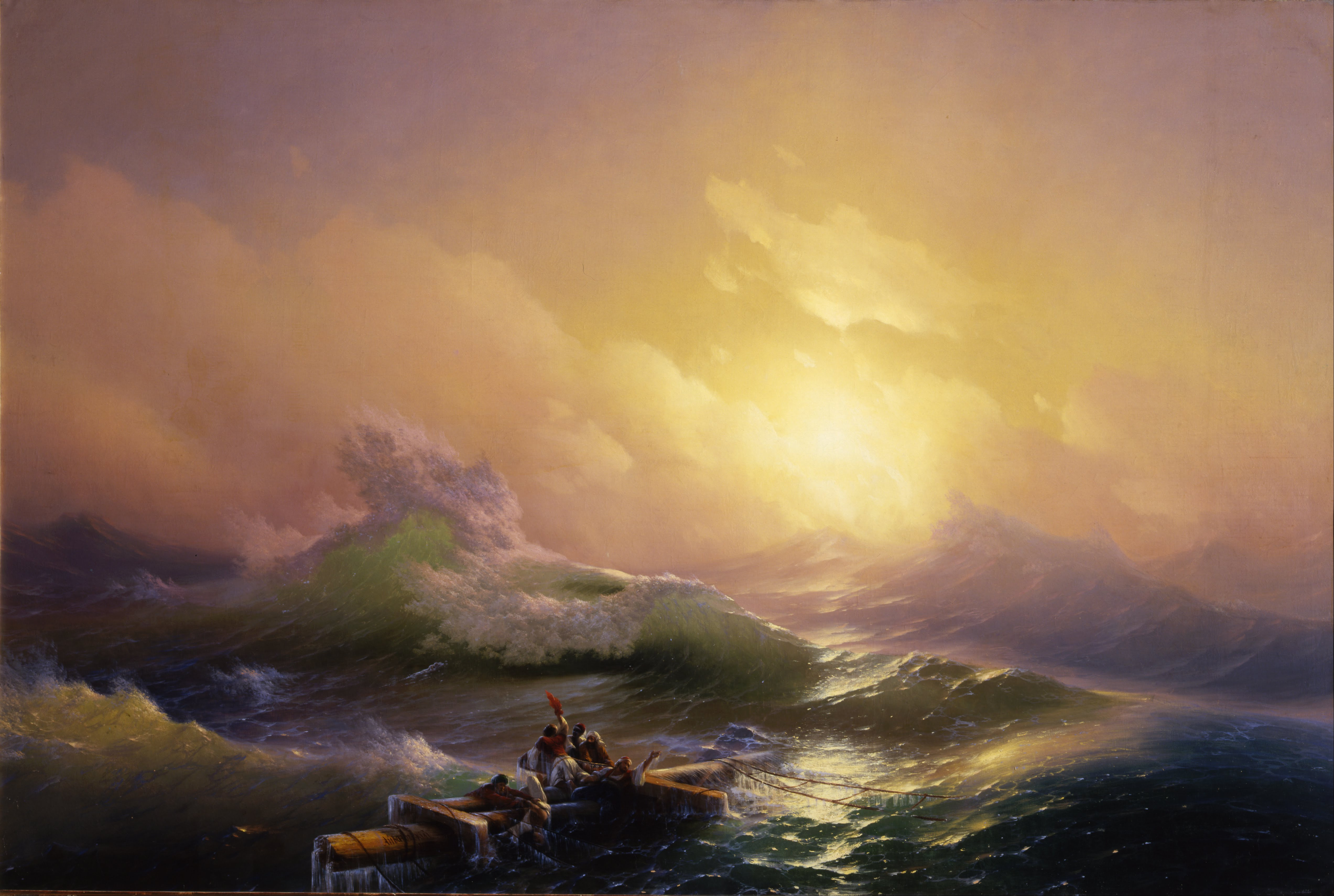
Картина Айвазовського «Дев'ятий вал»

Дев'ятий вал — поширений у мистецтві, публіцистиці та розмовній мові художній образ, символ фатальної небезпеки, найвищого підйому грізної, непереборної сили. Символ дев'ятого валу виходить з старовинного народного повір'я, що під час морської бурі дев'ята хвиля — найсильніша й найнебезпечніша, часто фатальна. Вислів «дев'ятий вал» часто вживається також у переносному, метафоричному сенсі .

## Поява образу дев'ятого валу
Підставою для виникнення цього повір'я було зроблене ще в давнину спостереженням, що під час хвилювання на морі періодично виникають хвилі помітно більшого розміру. Це природне явище пояснюється тим, що під час морського вітрового хвилювання виникають хвилі, різні по висоті, довжині, періоду, швидкості поширенню та іншим параметрам. При цьому коротші хвилі повільніші, ніж хвилі довгі. Внаслідок цього довга хвиля «доганяє» коротку і вони інтерферують (зливаються) в єдиний вал. У результаті злиття кількох хвиль і виникає вал, що значно більший і потужніший інших хвиль. Таким чином, серед сильного хвилювання поряд з хвилями, характерними для сили цієї бурі, можуть виникати короткі періоди порівняльного затишшя, що складаються з істотного більш коротких хвиль, які потім змінюються дуже високими одиночними хвилями або навіть групами високих хвиль. Будь-якої певної системи у виникненні нехарактерно великих хвиль немає — це може бути будь-які хвилі після попереднього великого валу. Стародавні греки фатальною хвилею вважали третій, а римляни — десятий вал .